# Priznat vinovnym
Priznat vinovnym (russisk: Признать виновным) er en sovjetisk spillefilm fra 1983 af Igor Voznesenskij.

## Medvirkende
- Aleksandr Mikhajlov som Voronin
- Vladimir Sjevelkov som Nikolaj Boiko
- Igor Rogatjov som Viktor Vladimirov
- Aleksandr Silin som Slava Gorjaev
- Marina Jakovleva som Julija Safonova